# San Francisco Magú
San Francisco Magú o Nacazcahuacán es un poblado indígena mexicano otomí, está situado en el Municipio de Nicolás Romero, al norte del Estado de México, a 43 kilómetros al norte de la ciudad de México. Se encuentra a 2490 metros de altitud.
Cabe destacar que esta localidad es la única en todo México que está exenta de impuestos por un decreto virreinal de Juan Antonio de Vizarrón afirmado por Benito Juárez y Luis Echeverria.
El lema del pueblo es «Regidos por usos y costumbres» para reforzar su autonomía de impuestos y obras públicas.

## Reseña
San Francisco Magú pertenece a uno de los históricos poblados. Su asentamiento data originalmente del siglo IX, al igual que muchos pueblos Otomíes del Valle de México.
Los habitantes del pueblo indígena de San Francisco Magú, poblado del municipio mexicano de Nicolás Romero, no pagan impuestos tales como predial o licencias de construcción, más si se pagan los demás impuestos, como el IVA, el ISR y los recaudados indirectamente como «El Peso» que es un impuesto local que pagan los hombres a partir de los 18 años y que las mujeres también pagan a partir de que adquieren o heredan una propiedad; las cuotas son según el rango, como: comerciante, obrero/a y campesino/a, este impuesto se paga al Copaci de la comunidad.
Este privilegio se debe, cuentan los pobladores, a un decreto de exención expedido en el siglo XVIII por el virrey Juan Antonio de Vizarrón, quien presuntamente se refugió en esta localidad tras ser acusado de traición por la Corona española. El documento fue validado por los gobiernos de Benito Juárez y Luis Echeverría, refiere la historia transmitida de generación en generación.

### Exención de impuestos (usos y costumbres)
La nota de algunos medios de comunicación han querido mostrar y denunciar al poblado como un lugar que está exento de impuestos y a su vez, con presuntas indagaciones en el archivo General de la Nación, en la cual, según estos medios, no se encuentra archivo alguno sobre el poblado en cuestión. Sin embargo, Enrique Martínez quien es nativo de este poblado, afirma que El Pergamino existe, y prevalece porque sus habitantes lo mantienen vivo con las instituciones, de forma civica y moral con acciones cotidianas en la comunidad. En algunas de sus investigaciones, encontró múltiples archivos que muestran la cualidad y legitimidad de esta población. Si bien el pergamino sigue estando guardado, los archivos encontrados, nos aproximan a una posible lucha de esta comunidad desde 1721, cuando esta denuncia a un alcalde por excederse en la cantidad de tributos cobrados a esta localidad, en la cual salieron bien librados por la justicia colonial.
Si bien la mitología que se esconde en torno a la probable existencia de un pergamino que exime de algunos impuestos a la comunidad de San Francisco Magú, es todavía un misterio para la mayoría de sus habitantes, lo importante de esta leyenda, mito y realidad, es lo fundamental de esta historia en las vidas de los habitantes de este poblado, el cual independientemente de que el Derecho positivo pugne por las pruebas y evidencias científicas que ofrece la indagación de tipo occidental; para los pobladores de esta comunidad, funge como una forma de vida y moral que se traduce en sus instituciones comunales.
La representación política local es realmente una mezcla entre las instituciones tradicionales (del derecho consuetudinario) y la del Derecho positivo, este último, plasmado en la Ley orgánica municipal del Estado de México. Es decir, la representación es designada ya desde hace algunos años por planillas y votaciones organizadas por el Ayuntamiento del Municipio de Nicolás Romero.

## Historia
Cuando los españoles llegaron a este poblado se llamaba Nacazhuacan, que significa «Lugar De Audiencia Entre Los Árboles», conforme a la costumbre le agregaron el nombre de un santo y se llamó San Francisco Nacazhuacan, nos dice la tradición oral que los nativos nunca aceptaron que su región llevase un nombre en Náhuatl he incluso se dice que se resistieron a la dominación Mexica.
Al inicio del periodo colonial, en toda la documentación se cita al pueblo como San Francisco Nacazhuacan y posteriormente San Francisco Magú, porque se despedían con la palabra «maga ngú»; que quire decir «me voy a mi casa». Lo que derivo a su actual nombre «Maga» que significa «Casa». Es una conseja del origen del nombre otomi a este pueblo.

## Iglesia
Cuentan que llegó un santo de tono blanco a esta tierra de hombres y mujeres naturales, de costumbres y tradiciones prehispánicas, un mestizo que si no se le festeja el 4 de octubre, antes de procurar el mantenimiento de la milpa, los agrede con hielo, quemando la cosecha en tiempo místico, un santo que venía de paso y en Magú se quiso quedar, un pueblo otomí, llamado en un principio en náhuatl: Nacazcahuacán (lugar de audiencia entre los árboles) como dice el libro más antiguo del pueblo que es el registro de los primeros bautizados cuando comenzó la evangelización  cristiana por los padres franciscanos que llegaron a este poblado.
La Iglesia que fue dedicada al «patrono» de la orden religiosa, San Francisco de Asís, y fue construida el 2 de enero de 1631 y nos muestra el temprano avance de la evangelización de este pueblo. San francisco Nacazcahuacán alias Magú nos cuenta una historia ancestral rica en tradiciones, que aún conservan sus habitantes. Resultado del sincretismo religioso cristiano con los ritos y costumbres del pueblo otomí, que hasta el día de hoy se conservan dando un sentido a la vida, que rinde culto a la madre tierra que rige el destino de sus hijos.  
La Iglesia es de estilo colonial y barroco, muestra una sobriedad ausente de adornos superfluos en su fachada. La portada muestra un rectángulo en donde está inscrito la puerta de entrada con un arco de medio punto enmarcado por dos columnas simuladas en argamasa. En la parte superior de este rectángulo se colocó la ventana que da luz al coro de la iglesia. En la parte superior de la portada, se encuentra la espadaña, sin cruz, y el escudo de la congregación franciscana. En la parte izquierda de la portada se encuentra la torre del campanario, compuesta de dos cuerpos y con cuatro vanos a los lados con arcos de medio punto y en su cúspide una cúpula adornada por mosaico, sustentada por un tambor y remate de la cruz correspondiente. De planta de cruz latina, bóveda de media caña y cúpula sustentada con un tambor octogonal y orientación este oeste, también podemos encontrar incrustaciones de piedras talladas en la época Prehispánica y las lápidas del antiguo Panteón. Los padres franciscanos edificaron el templo con ayuda de mano de obra de los naturales indígenas y materiales de la región.

## Alimentación y Vestimenta
Los indígenas eran de raza pura, hombres fuertes. Vestían semidesnudos; su alimentación estaba compuesta por nopales, quelites, malvas y tunas. Después se extendió cuando comenzaron a cultivar maíz, haba y fríjol, este último les sirvió para hacer tortillas. En este aspecto de la alimentación, era algo diferente a lo que nosotros conocemos a la fecha, pues el maíz se molía en piedras anchas y aún se cocinaba con leña que se extraía de los montes. Fue más tarde cuando comenzaron a cultivar maguey silvestre y así dar lugar a la producción del pulque, bebida que ellos consumían cotidianamente sin importar las propiedades de este producto.
Otro aspecto que se obtenía de los magueyes es el ixtle (material ocupado para la producción de ayates). Su procedimiento para poder usarlo se basa en los siguientes pasos:
1. Se deja la penca tapada completamente en agua, con el fin de que se pudra la corteza.
2. Después se lava perfectamente hasta quedar limpia y de color blanco para que facilite el hilado en el malacate (instrumento de hilado compuesto por una piedra a la cual se le incrustaba un pedazo de madera).
La forma de vestir no era muy variada, los hombres vestían semidesnudos con manta y las mujeres con enaguas y de ayate.
La investigadora de textil Irmgard Johnson informó haber visto mujeres otomíes con quechquemitl hechos de ixtle en la comunidad de San Francisco Magú, esto en la primera mitad del siglo XX.

## Educación
Con respecto a la educación, la primera escuela que existió en el pueblo se ubicó en casa de la Señora Serafina Torres.
Segundo de esto se construyó la Escuela Primaria Benito Juárez, en el año de 1936 y fue terminada en 1939, esta estuvo ubicada inicialmente en el inmueble donde ahora se encuentra la Delegación.
Después se inició la construcción de la Escuela que hoy conocemos como Benito Juárez. El terreno donde se ubica la escuela actualmente fue donado por el Sr. Julio Rojas, Trinidad Rojas y Alfredo Nava.
La Escuela Melchor Ocampo fue construida en 1940 y se encontraba ubicada en lo que actualmente conocemos como el Jardín de Niños Rosario Castellanos.
Posteriormente en 1962 se construye la nueva Primaria Melchor Ocampo, en un terreno donado por la señora Vicenta de Jesús, Anastacio Polenciano Salvador, Manuel Polenciano y Esteban Saules. 
En 1968 las necesidades eran aún mayores, se necesitaba de mejor educación y una mejor vida, pues no se contaba con servicios de electricidad, agua potable y carretera. Siendo Delegado de este poblado y a la vez maestro de la comunidad el Sr. Melchor Nava Almazán.
Después de haberse dado cuenta de las grandes necesidades que tenían los pobladores, se convocó a una asamblea en donde se formó una Junta de Mejoramiento Moral Cívico y Material que se encargara de realizar los proyectos de desarrollo fungiendo como Presidente el Sr. Alfredo Nava González, Tesorero el Sr. Melchor Nava Almazán, Secretario el Sr. Braulio Nava Almazán y como delegado el Sr. Simón Vargas Monroy.
En este tiempo era gobernador el Dr. Gustavo Baz Prada y su secretario el Dr. Jorge Jiménez Cantu. Se retomaron estas obras y fueron terminadas en 1964.
En 2016 se inauguró el primer semestre del Cecytem, una institución de educación media superior ubicada en San Francisco Magú y ese mismo año se añadió a la lista de escuelas disponibles en el concurso de Comipems en el área metropolitana del Valle de México.

## Comercio
Por otro lado está el aspecto del comercio. Se ve beneficiado porque existía un camino que pasaba por el barrio de El Puerto, el cual conducía a San Pedro Azcapotzaltongo (Nicolás Romero), a donde llevaban a cabo la venta de ayates, maíz, fríjol y haba principalmente. Asimismo la compra de verduras, carne, vestimentas y otros.

## Comunicaciones
Una de las principales vías de comunicación fue el camino de Tepotzotlán a Magú, por donde entraron los primeros que habitaron el pueblo.
Otro camino venía desde Atlacomulco y pasaba por San Bartolo Morelos, Villa del Carbón, Cahuacán y otros lugares hasta llegar a la Ciudad de México y Tepotzotlán. Fue aproximadamente en 1800 cuando este camino era transitado por mercaderes y carretas que iban y regresaban por el mismo lugar, de ahí surge el nombre de Camino Real y Camino Viejo; se dice que por dicho camino pasaron tropas carrancistas, de Obregón y posteriormente zapatistas.
En 1935 se solicitó transporte a la línea Montealto, esta línea basaba su servicio en un tren que venia desde México hasta Progreso Industrial (Fábrica de Papel San Rafael, S.A. de C.V.) se logró que esta línea diera el servicio, aunque el solo permaneció hasta 1938.

## Segunda Etapa (1800-1900)
Esta segunda etapa se vio favorecida por el aumento de la población, pues en 1817 llegaron personas como el Sr. Ángel Nava y su esposa Adelaida Ocampo, hermana del Sr. Melchor Ocampo (Ministro de Gobernación y Hacienda del Gobierno del Presidente Don Benito Juárez García) quienes radicaron en el Barrio del Puerto. 
Cuando el Lic. Don Benito Juárez García permanecía prófugo de la Justicia, llegó a Magú, donde se le apoyó y protegió. En pláticas que sostuvo el Sr. Ángel Nava, este expuso la situación en que vivían los pobladores, todos eran analfabetas, entre otras carencias, y le propuso que revalidara el indulto que concedía la exención de pagos tributarios e indulto fiscal que se le había otorgado al pueblo de San Francisco Magú como agradecimiento por haberle brindado hospitalización y protección al Virrey Juan de Vizarron en el año de 1738.

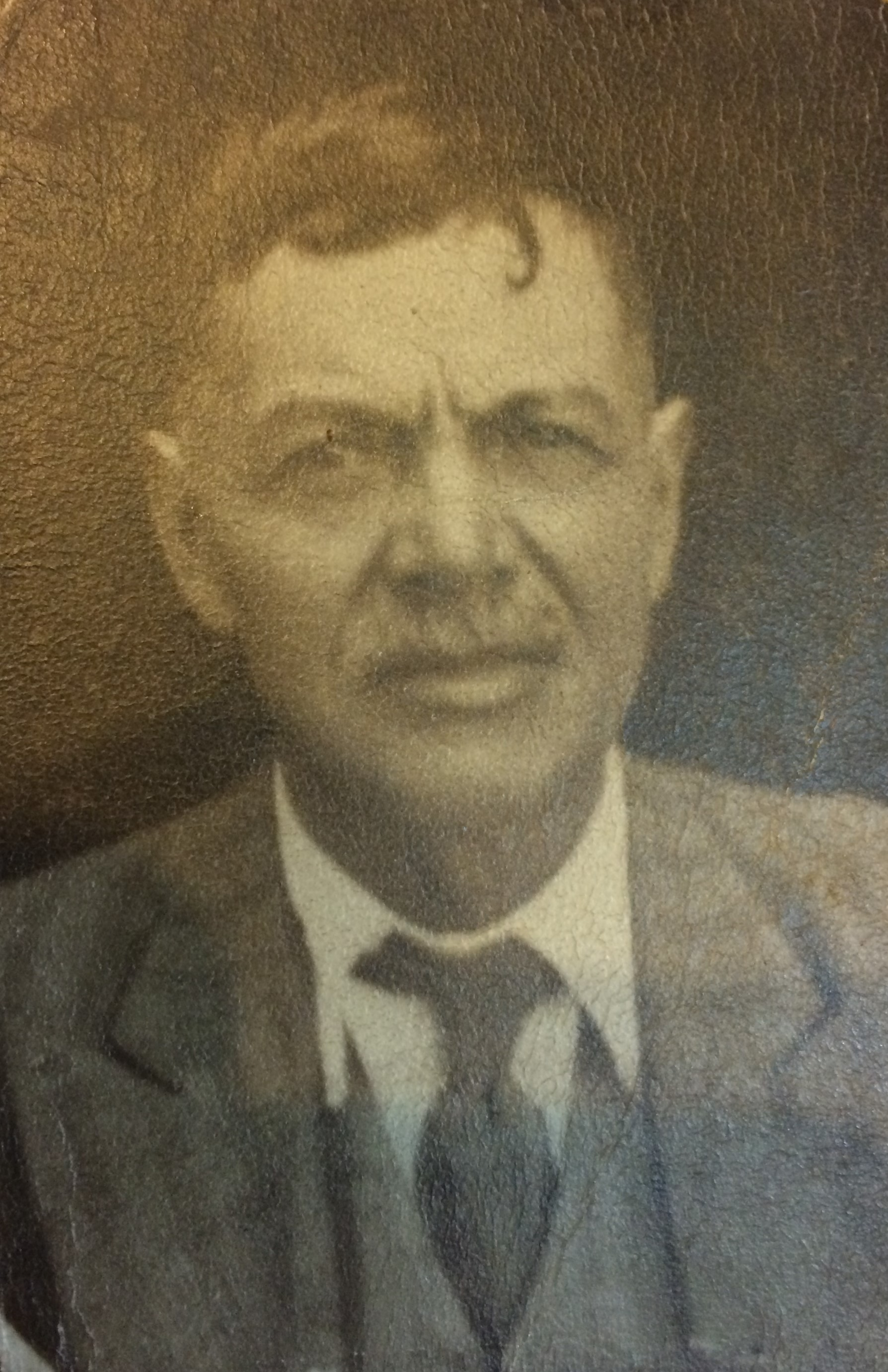
Aurelio Nava Ocampo

En las elecciones presidenciales que se efectuaron el 10 de julio de 1871, el Lic. Don Benito Juárez García fue reelecto y el 12 de octubre del mismo año ocupó su puesto. Poco antes de su muerte revalidó el indulto.
Por último este indulto fue revalidado por el Expresidente Lic. Luis Echeverría Álvarez el 1º de junio de 1971, publicada en el Diario Oficial de la Federación de fecha 3 de junio de 1971.
En 1887 murió el Sr. Ángel Nava y ya pasados 3 años murió su esposa la señora Adelaida Ocampo, ambos fueron sepultados en el atrio de la iglesia.
Posteriormente arribaron personas como el Sr. José Saules, de origen francés y su esposa Casimira Vega, el Sr. Santiago Rojas, procedente de Atizapan de Zaragoza, el Sr. Ponciano Monroy procedente de Atlacomulco y por último el Sr. Santos Alcántara que también venía de Atizapan de Zaragoza.
En 1823 el Sr. Aurelio Nava Ocampo quedó como Consejero del pueblo. Él logró trabajar con los pobladores, a pesar de que le era muy difícil mantener comunicación directa puesto que el idioma que hablaban era muy complejo, pues los pobladores de Magú hablaban Otomí y Nava Ocampo hablaba español. 
Aurelio se dedicó al comercio en la casa paterna, beneficiando principalmente a los transeúntes que caminaban diario por el Camino Real, pues les daba alojo en el mesón (lugar donde descansaban las personas y descargaban a los animales).
El siguiente trabajo a realizar fue una brecha que conduciría más rápido a San Pedro Azcapotzaltongo (Nicolás Romero), empezando a transitar por esta con carretas a tiro de animales.